# 圣亚历山大十字堂
圣亚历山大十字堂（Chiesa di Sant'Alessandro della Croce）是一座巴洛克风格的罗马天主教教堂，位于意大利伦巴第大区贝加莫的皮尼奥洛街（Via Pignolo）。

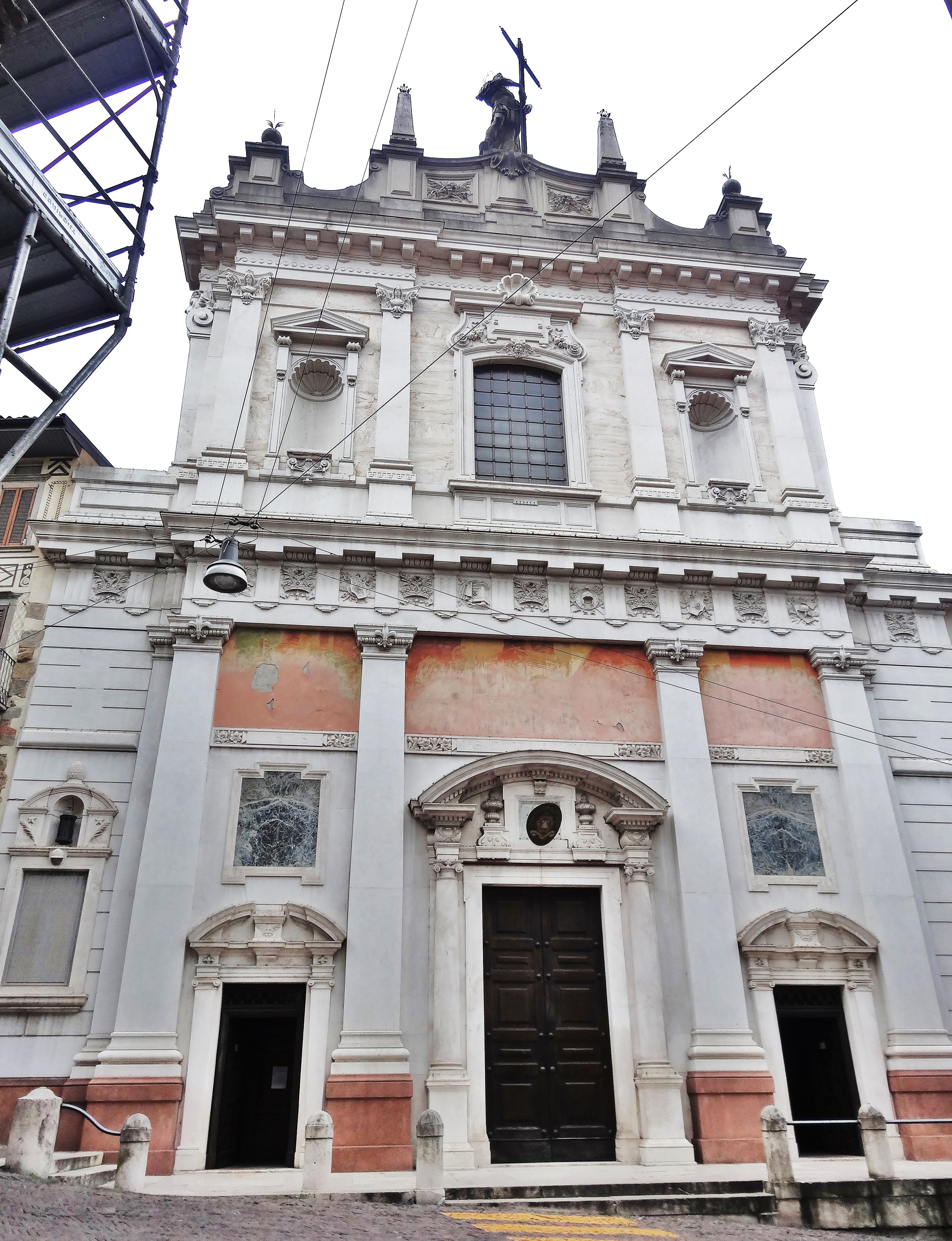
立面

## 历史
目前的教堂建于1675年，建在一座早期教堂的遗址上。设计归功于特雷齐尼家族。教堂于1737年完工，但立面直到1922年才由维吉利奥·穆齐奥完成。
教堂内的艺术品包括：乔瓦尼·巴蒂斯塔·莫罗尼的《圣母加冕》（1576年）；乔瓦尼·保罗·卡瓦尼亚和埃内亚·萨尔梅吉亚的画作（1621年）；乔瓦尼·巴蒂斯塔·帕罗迪的画作《圣嘉禄·鲍荣茂治疗鼠疫患者》（1720年）。萨夫拉吉奥小堂是由塞巴斯蒂安诺·里奇装饰的（1730 年），描绘《圣额我略与圣母》。小堂还有一幅西尼亚罗利（Cignaroli）的画，描绘了猶大·馬加比的故事（1743 年）。西尼亚罗利还在右侧的耳堂画了一幅大幅的《下十字架》（1745年）；詹巴蒂斯塔·皮托尼画了一幅圣母与圣徒（1746年;左侧第三小堂）；弗朗切斯科·卡佩拉为圣母升天（Assunta）祭坛画了《基督与圣母的相遇》（1774年）；乔瓦尼·拉吉画了祈祷小堂（1757年）。这个小堂是供奉圣体，有一个安德里亚·范托尼的多色大理石祭坛（1729年）。